# Bonifay
Bonifay es una ciudad ubicada en el condado de Holmes en el estado estadounidense de Florida. En el Censo de 2010 tenía una población de 2793 habitantes y una densidad poblacional de 260,04 personas por km².

## Geografía
Bonifay se encuentra ubicada en las coordenadas 30°46′53″N 85°41′20″O / 30.78139, -85.68889, en la región del mango de Florida, a poca distancia al sur de Alabama. Según la Oficina del Censo de los Estados Unidos, Bonifay tiene una superficie total de 10,74 km², de la cual 10,55 km² corresponden a tierra firme y (1.74%) 0.19 km² es agua.

## Demografía
Según el censo de 2010, había 2.793 personas residiendo en Bonifay. La densidad de población era de 260,04 hab./km². De los 2.793 habitantes, Bonifay estaba compuesto por el 84.82% blancos, el 10.03% eran afroamericanos, el 0.86% eran amerindios, el 0.86% eran asiáticos, el 0.07% eran isleños del Pacífico, el 0.68% eran de otras razas y el 2.69% pertenecían a dos o más razas. Del total de la población el 2.4% eran hispanos o latinos de cualquier raza.